# Rossana Galli
Rossana Galli (Roma, 1937) è un'attrice e modella italiana.

## Biografia
Rossana Galli esordisce al cinema nel lungometraggio L’inafferabile 12 diretto da Mario Mattioli. Nota al pubblico per le sue apparizioni nei fotoromanzi delle riviste Sogno, La Settimana Incom illustrata, Luna Park e Cine illustrato. Nel 1956 rappresento l'Italia nel concorso Miss Universo classificandosi al quinto posto.

## Filmografia
- L'inafferrabile 12, regia di Mario Mattoli (1950)
- Canzone di primavera, regia di Mario Costa (1951)
- Le meravigliose avventure di Guerrin Meschino, regia di Pietro Francisci (1951)
- Inganno, regia di Guido Brignone (1952)
- La regina di Saba, regia di Pietro Francisci(1952)
- Art. 519 codice penale, regia di Leonardo Cortese (1952)
- Tormento del passato, regia di Mario Bonnard (1952)
- Lo sai che i papaveri, regia di Vittorio Metz, Marcello Marchesi (1952)
- Noi peccatori, regia di Guido Brignone (1952)
- Il maestro di Don Giovanni, regia di Milton Krims (1952)
- Tripoli bel suol d'amore, regia di Ferruccio Cerio (1952)
- La tratta delle bianche, regia di Luigi Comencini (1952)
- Ho scelto l'amore, regia di Mario Zampi (1953)
- Villa Borghese, regia di Vittorio De Sica, Gianni Franciolini (1953)
- Balocchi e profumi, regia di Natale Montillo, F.M. De Bernardi (1953)
- Dramma nella Kasbah (The man from Cairo), regia di Ray Enright, Edoardo Anton (1953)
- Il sole negli occhi, regia di Antonio Pietrangeli (1953)
- Siamo donne, regia di Alfredo Guarini episodio 4 attrici, 1 speranza (1953)
- Se vincessi cento milioni, regia di Carlo Moscovini, Carlo Campogalliani (1953)
- Fanciulle di lusso, regia di Bernhard Vorhaus (1953)
- La barriera della legge, regia di Piero Costa (1954)
- L'amante di Paride, regia di  Marc Allégret e Edgar G. Ulmer (1954)
- Vecchio cinema... che passione!, regia di Aldo Crudo (1957)